# Forcipomyia dubia
Forcipomyia dubia är en tvåvingeart som beskrevs av John William Scott Macfie 1939. Forcipomyia dubia ingår i släktet Forcipomyia och familjen svidknott. Inga underarter finns listade i Catalogue of Life.